# Habeas corpus
Habeas Corpus (hrvatski imaj tijelo) jest zakon u kaznenom pravu koji štiti osobnu slobodu od samovolje izvršne vlasti. On između ostalog podrazumijeva načelnu zabranu uhićenja bez sudskoga naloga, zabranu duljeg zadržavanja u pritvoru bez ozbiljnih dokaza o krivnji kod teških kaznenih djela i nalaže brzo izvođenje pred sud te zabranjuje maltretiranje u istrazi.
Prvotvorni dokument donio je 1679. engleski Parlament, a trebao je pružiti zaštitu od kraljevske samovolje. U američki Ustav unesen je 1789.